# مارتن كنودسن (لاعب كرة قدم)
مارتن كنودسن (بالنرويجية البوكمول: Martin Knudsen)‏ هو لاعب كرة قدم نرويجي، ولد في 4 يناير 1978 في برغن في النرويج. شارك مع منتخب النرويج تحت 20 سنة لكرة القدم ومنتخب النرويج تحت 21 سنة لكرة القدم. أما مع النوادي، فقد لعب مع ترومسو إيدريتسلاغ ونادي بران ونادي فيكينغ.

## وصلات خارجية
- مارتن كنودسن على موقع اتحاد النرويج (النرويجية)
- مارتن كنودسن على موقع قاعدة بيانات كرة القدم.إي يو (الإنجليزية)
- مارتن كنودسن على موقع Soccerway.com (الإنجليزية)